# Декуріон
Декуріо́н (лат. decurio, від decem — «десять») — у стародавньому Римі військове звання чи цивільна посада, голова декурії.

## Військова посада
У римській армії декуріон — командир десяти легіонерів, зокрема декурії — підрозділу кінноти (decurio equitum — «кінний декуріон»). У турмі (ескадроні) було три декуріони, старший з них був, окрім того, і командиром всієї турми.

## Цивільне управління
В адміністрації громади — член муніципальної ради (курії). У стародавньому Римі декуріони утворювали клас управлінців громадами Муніціпій та Колоній. У IV ст. н. е. декуріони утворили в провінціях спадкову аристократію в зв'язку з земельною власністю. В епоху падіння імперії цей клас займав майже всі адміністративні посади. Декуріони відповідали за подушні податки, розміри яких визначалися адміністрацією, вони повинні були збирати їх, приводити до відома і поповнювати дефіцит; на них же лежала відповідальність і за інші повинності. Обов'язки декуріонів були такі важкі, що вони намагалися позбутися від них або через підвищення до стану сенаторів, або через перехід в нижчий стан, навіть в залежне становище. Кодекс Феодосія і законодавство тієї епохи містять в собі цілий ряд заходів, прийнятих для утримання декуріонів на їхніх посадах; наприклад, вони не могли без дозволу провінційного управління продавати свій маєток і залишати місто.